# Макаров Олександр Володимирович
Олександр Володимирович Макаров (нар. 1954, Одеса, Українська РСР, СРСР) — український журналіст, член Національної спілки журналістів України, член Національної спілки письменників України.

## Життєпис
Народився у 1954 році в українському місті Одеса Української РСР СРСР. Перша книга «Банкноти В'єтнаму» 1998 року. Пізніше ряд дитячих книг на правову тематику. Регулярно публікувався з 2001 року в газеті «Робота та відпочинок» вів рубрику, присвячену грошового обігу.
Крім цього надрукував низку статей з історії Одеси, Чорного моря та Північного Причорномор'я в газетах «ЮГ», «Морський Вісник», «Ветеран», «АБО», «Комсомольська правда», «Аргументи і Факти» та інших. Публікується в журналах «Мій комп'ютер», «Петербурзький колекціонер», «Business Communication». Постійний автор одеського журналу «Пасаж». З 2003 року провідний розділів в газетах «Деньги» і «Південна Пальміра». У київському видавництві «Грані-Т» у 2009 році вийшла дитяча книжка «Курс юного антиквара» наклад 3000 в 2010 році «Монети із дідусевої скриньки» наклад 2000.
З 2008 року член Національної спілки журналістів України. Працював головним редактором Одеського міського центру здоров'я. Нагороджений медаллю імені О. Шолохова. Кавалер ордена «За віру та вірність». У 2010 році заснував благодійний фонд підтримки культури. У 2011 році в США вийшла книга про спеціальну програму для письменників «Азбука yWriter» у 2012 там же книга «Майстерня письменника yWriter 5», та «Компьютерные программы для писателей» у 2015 там же книга «Wire Wrap For Children». У 2011 році вступає в Одеське відділення Всеукраїнського союзу письменників мариністів і очолює там дитячу секцію. У 2011—2012 року ведучий рубрики київського журналу «Статус». Веде передачу «Незвичайні гроші» на телеканалі TeleTRADE TV. Один з авторів мюзиклу «Манекени» (2013 рік — театр Перуцькаго в Одесі). Сценарист фільму "Один день з життя чиновника". Який отримав муніципальну премію в 2016 році. Сценарист фільму, автор ідеї та продюсер соціального фільму "Через терни до зірок" («Per aspera ad astra»). Фільм отримав ряд міжнародних нагород в 2017 році.  Крім цього він автор пригодницького роману «Зона абсолютного щастя», де дія відбувається в Північній Кореї і основне завдання головного героя вижити за всяку ціну. Крім цього він автор кількох п'єс і кіносценаріїв, книг з журналістики та комп'ютерним програмам для письменників, а недавно він випустив і вельми незвичайний любовний роман «Територія випаленої любові». У 2019 випустив серію дитячих книг по рукоділлю: «Літак з прищіпки», «Ювелірна майстерня Самоделкина», «Фабрика ювелірних чоловічків 1". Роман породія про життя дитячого письменника "Треш-казки за Одесу" 2025 рік. Веде літературну студію. Переможц V Міжнародного конкурсу найкращих творів для дітей «Корнейчуковська премія» за 2017 рік - 3 місце – «Заметки маленького спекулянта». Перша Корнійчуківська премія 2021 року за найкращий прозовий твір «Президент Дитячої Республіки»